# علم البيئة والقانون (مجلة)
علم البيئة والقانون (بالروسية: Экология и Право) هي مجلة فصلية تنشرها سانت بطرسبرغ لمركز الحقوق البيئية بالونا. لينا غرين هي رئيسة تحريرها منذ عام 2008. بدأ النشر في المجلة عام 2002.

## المهمة
ينصب التركيز الرئيسي للمجلة على «حماية الحقوق البيئية للمواطنين» في روسيا.

## محررون سابقون
كان المحرر المؤسس للمجلة غريغوري باسكو، الذي عمل في هذا الدور من 2002-2008. وقد خلفه لفترة وجيزة إيجورنكو ألكسندر (2008). وفقًا لموقع المجلة على الإنترنت، تم سجن باسكو في عام 2002 بتهمة «تغطية حالات انتهاكات السلامة النووية في القواعد البحرية لأسطول المحيط الهادئ الروسي».